# Wulfelade
Wulfelade ist ein Dorf und nördlicher Ortsteil von Neustadt am Rübenberge in der niedersächsischen Region Hannover.

## Geografie
Wulfelade liegt am Rande der Talaue der Leine auf der Hannoverschen Moorgeest etwa sieben bis acht Kilometer Luftlinie nördlich von Neustadt am Rübenberge entfernt. Im nördlichen Raum Wulfelades findet sich eine Endmoränenlandschaft, im südlichen die flachen Leineniederungen, die Marsch.
Die Wulfelader Feldmark hat eine Größe von 709 ha und 56 ar. Sie liegt langgestreckt von Nordosten nach Südosten (5.650 m) und ist relativ hügelig. Ihre südliche Grenze ist die Leineaue. Wulfelade ist von bewirtschafteten Flächen umgeben, die von kleineren Waldstreifen oder bewaldeten Hügeln (Metzgenberg, Schwarzer Berg, Legten) durchbrochen werden. Im nördlichen Teil der Feldmark, vornehmlich um den Lohberg herum, befindet sich ein Windpark mit 14 Windkraftanlagen. Der Lohberg ist zugleich der höchste Punkt Wulfelades.
Der alte Ortskern befindet sich im Gebiet um den Moritzgraben und südlich der Wulfelader Straße. Nördlich des alten Ortskerns bis zum „Schwarzen Berg“ liegt ein Neubaugebiet, das nach dem Zweiten Weltkrieg entstanden ist. Es grenzt im Norden an Büren und im Nordosten an Evensen, im Südwesten ist Mariensee gelegen.

## Geschichte
Die ersten Siedler im Gebiet von Wulfelade können um 750 v. Chr. gesichert nachgewiesen werden, also in der frühen Eisenzeit. Sie müssen sich dort längere Zeit aufgehalten haben, da es aus dieser Zeit relativ viele Fundstücke gibt. Der wohl bekannteste Fundort ist der „Schwarze Berg“ nordöstlich von Wulfelade. Er besteht aus drei Grabhügeln, die durch Stubbenrodung fast zur Hälfte abgetragen sind. Die verbliebenen Grabhügel zeigen deutliche kesselartige Vertiefungen als Spuren früherer Raubgrabungen, die viele archäologisch bedeutsame Funde zerstört haben. „Grabräuber“ zerstörten oft Urnen, bei denen es sich um frühere Tongefäße handelte. Am 27. Mai 1915 wurden drei früheisenzeitliche Urnen vom Typ Harpstedter Rauhtopf geborgen, die der Harpstedt-Nienburger Gruppe zugeschrieben werden. In den 1950er- und 1960er-Jahren wurden im „Schwarzen Berg“ weitere Urnen gefunden.
Ein weiterer Grabhügel befindet sich an der Gemarkungsgrenze zu Büren, ist jedoch durch Wild sehr stark zerwühlt. Auch im „Metzgenberg“ barg man mehrere Urnen. An der heutigen Straße nach Büren fand man um die Wende zum 20. Jahrhundert ebenfalls früheisenzeitliche Urnen und mehrere Steinbeile, die jedoch „verloren“ gingen. Auch hier wurden bei weiteren Raubgrabungen mehrere Urnen zerstört. Im Trendelmoor wurde auch eine Steinaxt gefunden, im „Legten“ ebenfalls früheisenzeitliche Urnen.

### Mittelalter
Das Gebiet des heutigen Wulfelades gehörte im frühen Mittelalter zum Siedlungsgebiet der Sachsen. Ansässig war hier der Stamm der Engern. Zu dieser Zeit (600–700) entstanden die ersten Siedlungskerne im Neustädter Land.
Nach der Eroberung durch die von Westen kommenden Franken unter Karl dem Großen (772–804) wurde das zuvor „heidnische“ Gebiet zwangschristianisiert. Zu diesem Zwecke wurden Bistümer und Klöster gegründet. Das wichtigste sächsische Kloster dieser Zeit war das 822 gegründete Kloster Corvey an der Weser. In Mandelsloh wurde 880 eine Taufkirche errichtet.

### Erste urkundliche Erwähnungen
Einige Quellen vermuten, dass Wulfelade erstmals im Jahre 1217 unter dem Namen „wluelage“ oder „wluelo“ urkundlich erwähnt ist. Wulfelade gehörte zu dieser Zeit zum Kirchspiel Mandelsloh.
Allerdings gibt es offenbar eine frühere urkundliche Erwähnung im Registrum Erkenberti Corbeiensis Abbatis (Erkenbert von Homburg war von 1107 bis 1128 Abt des Klosters Corvey). Dort wird Wulfelade, Wolvelage, neben Laderholz und Suttorf, als Herrenhof des Klosters Corvey genannt. Daher beging Wulfelade 2007 seine 900-Jahr-Feier.
In einer weiteren Urkunde vom 2. Februar 1390 wird der Ort „Wulvelaghe“ genannt. Diese Urkunde erwähnt die Klostermühle in der Nähe von Wulfelade, die von der Leine angetrieben wird. Den Fluss staute man zu diesem Zweck an einem Wehr auf. Da die Leine aber auch von kleineren Schiffen befahren wurde, mit denen Kaufleute aus Hannover und Bremen ihre Waren beförderten, musste das Wehr bei Ankunft eines Schiffes geöffnet werden, um es passieren zu lassen. In dieser Urkunde verpflichtete sich nun Hannover, die Schäden, die eventuell entstanden, auf Anforderung des Klosters Mariensee zu ersetzen.
Wulfelade gehörte zunächst zum Kirchspiel Mandelsloh (seit 880). Wulfelade war bis etwa zum Dreißigjährigen Krieg im Besitz einer eigenen Kapelle, die bei einem sehr starken Sturm einer Sturmflut zum Opfer gefallen sein soll. Demnach muss die Kapelle in der Nähe der Leine gestanden haben. In dieser Kapelle wurden Kindstaufen vollzogen und alten Leuten das Abendmahl gereicht. Die reguläre kirchliche Versorgung hatte Wulfelade bis 1543 aber in der Parochialkirche in Mandelsloh.
Ab 1543 gehört die Wulfelader Kapelle zum 1275 gegründeten Kirchspiel Mariensee mit dem dazugehörigen Nonnenkloster.
Für das primär landwirtschaftlich geprägte Wulfelade war im 15. Jahrhundert auch die Fischerei von großer Bedeutung, da der Ort an der damals vermutlich fischreichen Leine lag. So wird in einer Urkunde von 1454 erwähnt, dass sowohl der Propst von Neustadt als auch die Jungfrau des Klosters einen Lachsfischer in Wulfelade hatten.
In der Calenbergischen Musterungsrolle von 1585 zur „Ableistung der Land- und Erbhuldigung und darauffolgenden Musterung durch Herzog Julius von Braunschweig und Lüneburg“ sind die aufgeführten Personen in Ackerleute, Halbspänner, Kötner und Häuslinge eingeteilt. Für Wulfelade, in dieser Urkunde als „Wulvelage“ erwähnt, sind 28 wehrfähige Personen im Alter zwischen 26 und 60 Jahren aufgeführt.
Wulfelade war bis zum Dreißigjährigen Krieg (1618–1648) unbeschadet von kriegerischen Ereignissen geblieben, 1626 verwüsteten Tillys Truppen, nach dem Sieg über Christian von Dänemark bei Lutter am Barenberge, das gesamte Neustädter Gebiet. Auch wurde die Pest verbreitet und so nahm in vielen Dörfern die Bevölkerung ab, aus einigen Dörfern wurden sogenannte Wüstungen.

### Leinedurchstich
Wulfelade lag ehemals in unmittelbarer Nähe der Leine. Dies änderte sich, als 1789 der Durchstich der Leine fertiggestellt wurde. Bei Basse näherten sich die Flussläufe der Leine auf etwa 400 Meter, die Leine machte quasi einen „Bogen“ an Wulfelade vorbei. 1780 wurde daher beschlossen, den Verlauf der Leine bei Basse abzukürzen, indem man einen Durchstich plante. Als er 1789 fertiggestellt war, soll es das Schiff eines Bremer Kaufmanns gewesen sein, der das neue Flussbett durchfuhr.
Das durch den Durchstich stillgelegte Flussbett wurde mit Erde ausgefüllt und zu einem Teil in Wiesen verwandelt. Der Hagener Bach fließt teilweise noch im alten Flussbett der Leine an Wulfelade vorbei und mündet am „Wulfelader Wehr“ in die Leine.
Vor dem Durchstich der Leine wurde der Verkehr bei Wulfelade über eine Fähre geleitet, die allerdings nur Personen beförderte. Wollte man mit einem Wagen übersetzen, so musste man die größere Fähre bei Basse nutzen. Eine weitere Fähre gab es zwischen Mandelsloh und Helstorf.

### Eingemeindungen
Im Zuge der Gebietsreform in Niedersachsen, die am 1. März 1974 stattfand, wurde die zuvor selbständige Gemeinde Wulfelade in die Stadt Neustadt am Rübenberge eingegliedert.

## Politik

### Ortsrat
Der gemeinsame Ortsrat von Mariensee, Empede/Himmelreich und Wulfelade setzt sich aus neun Ratsmitgliedern zusammen. Im Ortsrat befinden sich zusätzlich 21 beratende Mitglieder.
Sitzverteilung:
- CDU: 6 Sitze
- Grüne: 1 Sitz
- FDP: 1 Sitz
- Die Basis: 1 Sitz

(Stand: Kommunalwahl 12. September 2021)

### Ortsbürgermeister
Der Ortsbürgermeister ist Ulrich Baulain (CDU). Seine Stellvertreterin ist Corinna Pahl-Seegers (CDU).

### Wappen
Im Jahre 1988 erhielt Wulfelade unter Federführung und nach dem Entwurf der ortsansässigen Architektin Elisabeth Hinkes-Wollborn ein eigenes Dorfwappen. 1989 konnten die Wulfelader Bürgerinnen und Bürger, nach zweijähriger Planung, ihr Wappen in Empfang nehmen.
| Wappen von Wulfelade | Blasonierung: „In Gold über einem durch Wellenschnitt getrennten grünen Schildfuß ein schwarzer, rot bewehrter Wolfskopf.“ |
| Wappen von Wulfelade | Wappenbegründung: Der Wolfskopf soll ein Symbol für den Ortsnamen darstellen. Entgegen der Annahme, dass die Bedeutung zwischen Wolfswald und Wolfslager liegt, haben Forscher in jüngster Zeit die Möglichkeit in Betracht gezogen, es könnte sich bei den ersten beiden Silben um ein altes niederdeutsches Wort mit der Bedeutung Wölbung oder Walm handeln. Somit wäre Wulfelade eine auf einer Bodenwelle liegende Siedlung. Der goldene Hintergrund des Wolfes ist ein Hinweis auf die intensive Landwirtschaft, die noch immer in Wulfelade betrieben wird und deutet auf die Erträge des Bodens, das „Gold“ der Erde. Der grüne Schildfuß symbolisiert die hügelige Landschaft mit ihren Äckern, Wäldern und Wiesen zwischen Geest und Marsch. Der schwarze Wellenschnitt soll uns an die alte Leine erinnern, die bis 1789 dicht an Wulfelade vorbeifloss. |

## Kultur und Sehenswürdigkeiten

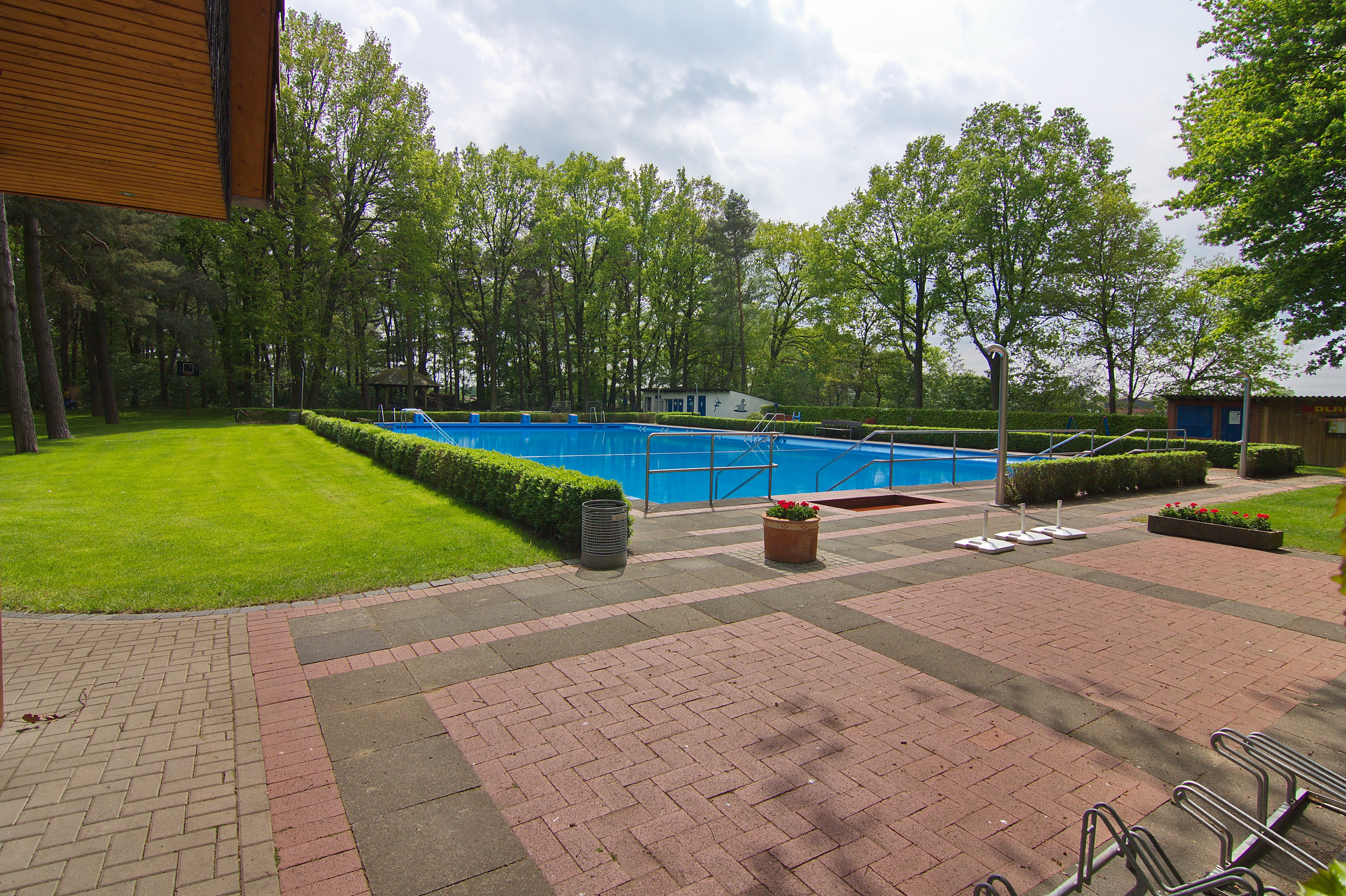
Waldbad 2012

### Bauwerke
- Das alte Wulfelader Fährhaus steht auch heute noch, es war ehemals Hof Nr. 25. In diesem Fährhaus befand sich auch eine Gastwirtschaft und neben dem Haus eine Kegelbahn. Wenn man den Moritzgraben in Richtung Marsch befährt, so befindet sich das Fachwerkhaus auf der rechten Seite der Straße, dort wo es über einen Feldweg nach Basse geht. Die früheren Bewohner dieses Hofes bedienten vor 1789 die Fähre. So wird in einer Urkunde von aus dem Jahre 1786 Ludwig Lammers als Fährmann und Fischer bezeichnet. Die Brücke über den Hagener Bach im alten Leinebett, unweit des alten Fährhauses, heißt daher auch heute noch „Lammers’ Brücke“.[9]
- Das Waldbad Wulfelade ist ein von einem Verein getragenes Freibad.